# Forécariah (prefectuur)
Forécariah is een prefectuur in de regio Kindia van Guinee. De hoofdstad is Forécariah. De prefectuur heeft een oppervlakte van 4.390 km² en heeft 242.942 inwoners.
De prefectuur ligt in het westen van het land, aan de Atlantische kust en grenst tevens aan Sierra Leone.

## Subprefecturen
De prefectuur is administratief verdeeld in 10 sub-prefecturen:
1. Forécariah-Centre
2. Alassoya
3. Benty
4. Farmoriah
5. Kaback
6. Kakossa
7. Kallia
8. Maférinya
9. Moussaya
10. Sikhourou